# جون كونينغهام (كاهن كاثوليكي)
جون كونينغهام (بالإنجليزية: John Cunningham)‏ هو كاهن كاثوليكي بريطاني، ولد في 22 فبراير 1938 في بيزلي في المملكة المتحدة.